# Seule : Les Dossiers Silvercloud
Pour les articles homonymes, voir Seule.
Pour plus de détails, voir Fiche technique et Distribution.
Seule ou Seule : Les Dossiers Silvercloud est un film franco-suisse réalisé par Jérôme Dassier, sorti en 2023.
Il s'agit du premier long métrage du réalisateur.

## Synopsis
Anne (Asia Argento), ancienne agent de renseignement qui a fait un trait à son passé, vit en recluse dans son chalet, perdu dans la montagne. Elle y découvre une écoute…

## Fiche technique
Sauf indication contraire, les informations mentionnées dans cette section peuvent être confirmées par la base de données cinématographiques Unifrance,  présente dans la section « Liens externes ».
- Titre original : Seule[1] ou Seule : Les Dossiers Silvercloud
- Titre de travail : Le Dormant[3],[4]
- Réalisation : Jérôme Dassier
- Scénario : Jérôme Dassier et Didier Rouget
- Musique : Nathaniel Méchaly
- Décors : Marie-Claude Lang-Brenguier
- Costumes : Marion Morice
- Photographie : Grégory Pedat
- Son : Patrick Storck
- Montage : Christophe Pinel
- Production : Alain Benguigui et Ruth Waldburger
- Sociétés de production : Vega Film Productions et Sombrero Films
- Sociétés de distribution : Alba Films (France), Vega Distribution (Suisse)[5]
- Budget : 3,2 millions d'euros[6]
- Pays de production :  France /  Suisse[1]
- Langue originale : français
- Format : couleur — 2,35:1
- Genre : thriller, espionnage
- Durée : 94 minutes
- Dates de sortie :
  - France : 8 mars 2023
  - Suisse romande : 19 avril 2023[7]

## Distribution
Sauf indication contraire ou complémentaire, les informations mentionnées dans cette section proviennent du générique de fin de l'œuvre audiovisuelle présentée ici.
- Asia Argento : Anna
- Jeanne Balibar : Charlie
- Joe Rezwin : Turner
- Kim Sukwi : Kang

## Production
Le tournage commence le 10 mars 2021, en Suisse. Il a lieu à Saint-Moritz, dans la région de Maloja (Suisse), où se trouve le chalet près du lac de Staz,. Les prises de vues s'y achèvent le 17 avril de la même année.

## Accueil
Initialement prévu de sortir le 16 novembre 2022, le film est avancé au 26 octobre. Il sort finalement le 8 mars 2023.